# Ladislav Škantár

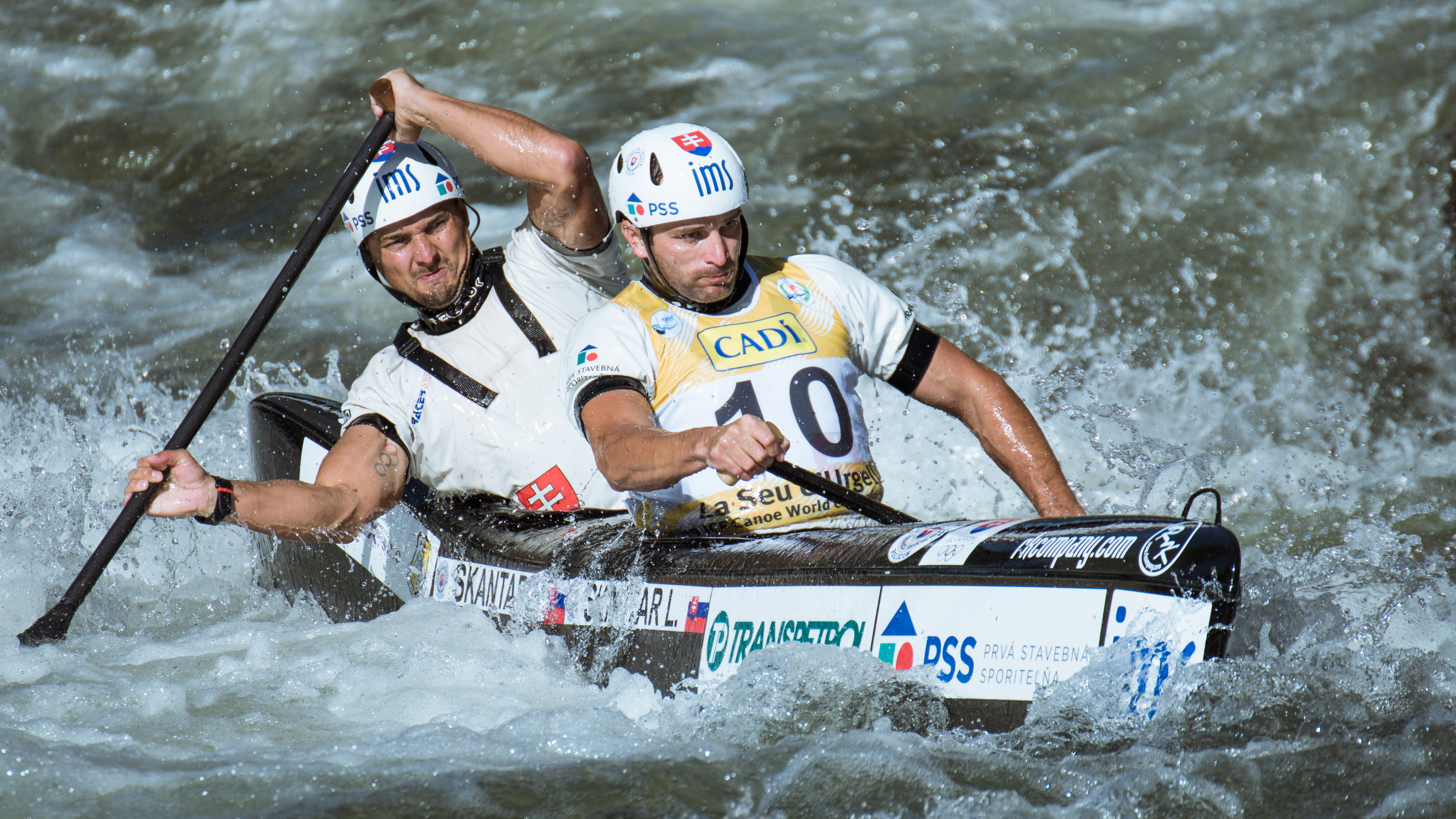
Ladislav Škantár (2019)

Ladislav Škantár (Kežmarok, 11 februari 1983) is een Slowaaks kanovaarder gespecialiseerd in slalom.
Škantár behaalde met zijn neef Peter goede resultaten op de wereldkampioenschappen, maar zij werden niet geselecteerd voor de Olympische Zomerspelen 2008 en 2012 omdat Slowakije maar één koppel mocht afvaardigen, de keuze viel op de broers Pavol & Peter Hochschorner. Škantár werd wel geselecteerd voor de Olympische Zomerspelen 2016 waar hij samen met zijn neef de gouden medaille won. Na de spelen van 2016 werd de C-2 slalom van het olympische programma gehaald om plaats te maken voor de C-1 voor vrouwen.

## Resultaten

### Olympische Zomerspelen
| Editie | Plaats         | Resultaten |
| ------ | -------------- | ---------- |
| 2016   | Rio de Janeiro | C-2 Slalom |

### Wereldkampioenschappen kanoslalom
| Jaar | Plaats          | Resultaten                        |
| ---- | --------------- | --------------------------------- |
| 1999 | La Seu d'Urgell | 26e C-2 Slalom                    |
| 2005 | Penrith         | 6e C-2 Slalom                     |
| 2007 | Foz do Iguaçu   | 9e C-2 Slalom · C-2 Slalom team   |
| 2009 | La Seu d'Urgell | C-2 Slalom · C-2 Slalom team      |
| 2010 | Ljubljana       | 14e C-2 Slalom 4e C-2 Slalom team |
| 2011 | Praag           | C-2 Slalom · C-2 Slalom team      |
| 2013 | Praag           | C-2 Slalom · C-2 Slalom team      |
| 2014 | Deep Creek Lake | C-2 Slalom · C-2 Slalom team      |
| 2015 | Londen          | 16e C-2 Slalom 6e C-2 Slalom team |
| 2017 | Pau             | C-2 Slalom                        |

1972: Rolf-Dieter Amend & Walter Hofmann ·
1992: Joe Jacobi & Scott Strausbaugh ·
1996: Franck Adisson & Wilfrid Forgues ·
2000: Pavol Hochschorner & Peter Hochschorner ·
2004: Pavol Hochschorner & Peter Hochschorner ·
2008: Pavol Hochschorner & Peter Hochschorner ·
2012: Tim Baillie & Etienne Stott ·
2016: Ladislav Škantár & Peter Škantár